# Carrera de txingas

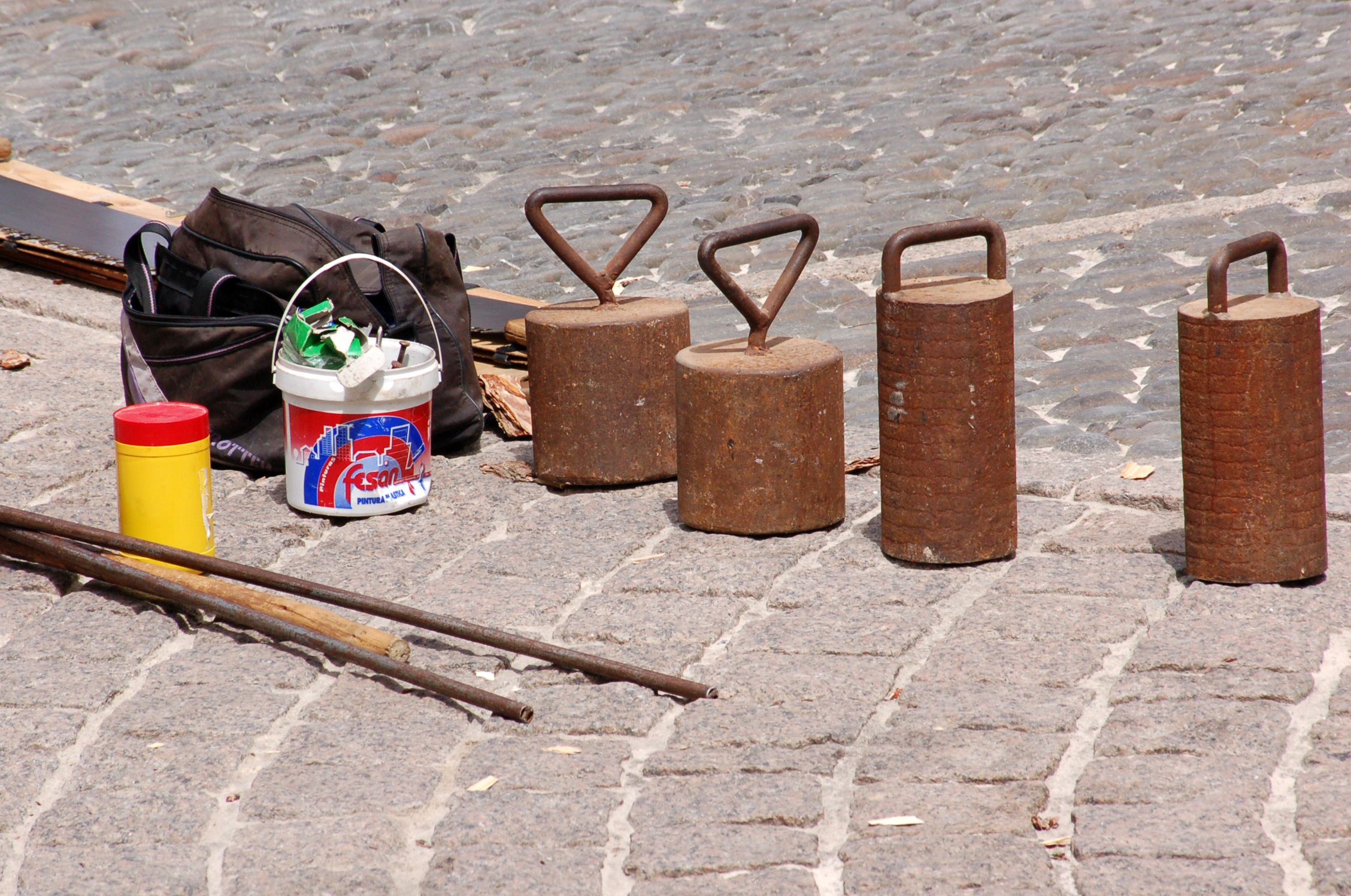
Pesas o txingas.

La carrera de txingas es una modalidad de deporte rural vasco que consiste en llevar una pesa o txinga en cada mano durante la mayor distancia posible a lo largo de un recorrido de ida y vuelta dentro de una pista de, normalmente, 28 metros llamada plaza o iltze (clavo). No hay límite de tiempo y la txinga no debe tocar el suelo, si lo hace el árbitro dará por finalizada la prueba. Quien haga más distancia llevando las txingas gana. 

## Normas
| Normas de la carrera de txingas: Art. 1.- La medida de la plaza o “clavo” se procurará sea de 28 metros de longitud. Art. 2.- Cada pesa tendrá un peso de 50 kg. ± 1⁄2 kg de tolerancia. Las pesas podrán ser de fundición o tocho de hierro macizo expresamente fabricadas para esta clase de trabajo. Excepcionalmente podrán admitirse pesas distintas a las anteriormente indicadas. Art. 3.- Las pesas tendrán que ser de forma cilíndrica, su altura será de 30 cm. ± 5 cm.; su diámetro será de 16,30 cm. ± 2 cm.; el agarradero tendrá que tener una altura de 5,50 cm. ± 1 cm., un grosor de 22 mm. ± 2 cm. y tendrá que ser liso. Art. 4.- Si el participante deseara competir con unas pesas de su propiedad, podría hacerlo siempre que dichas pesas cumplan las medidas reglamentarias y deberá ponerlas a disposición de la organización para efectuar su verificación antes del sorteo. Bien entendido que dichas pesas estarán a disposición del resto de los participantes si así lo desearan. Art. 5.- Los pesos de las txingas para los campeonatos serán: - Juveniles: - Damas: - Señor: 35 kg. 25 kg. 50 kg. Con las tolerancias apuntadas en el artículo 3. Las pesas de 25 kilos serán de forma cilíndrica o rectangular. Medidas de las rectangulares: altura 35 cm. ±5 cm.; lados de la base 9,5 cm. ±2 cm.; agarradero: altura 6,50 cm. ±1 cm., grosor 20 mm. ±2 mm. y será liso. Art. 6.- En los campeonatos se procederá a sorteo para establecer el orden de actuación. Art. 7.- Por norma general, no habrá una demora superior a tres minutos entre el momento en que finalice el anterior y comience con su actuación el siguiente. Art. 8.- A la voz de “prest” el atleta se pondrá en posición de salida con las manos en las pesas. Y al toque de silbato comenzará a caminar. Art. 9.- A la terminación de cada clavo o plaza deberá pisar la raya de la cinta final, con cualquiera de sus pies. Art. 10.- Los participantes caminarán al paso que estimen más conveniente. Podrán pararse en el transcurso de la competición, si así lo desean, pero en todo momento mantendrán las pesas colgando de sus manos. Art. 11.- Queda prohibido bajo pena de descalificación apoyar una o ambas pesas en alguna parte del cuerpo. Art. 12.- La medición se efectuará hasta la señal dejada por la primera pesa que el atleta deje o se le caiga. Se tomará como punto de medición la parte más adelantada de dicha marca. Art. 13.- No es válido el trabajo realizado si el actuante arroja hacia adelante las pesas o las hace rodar. En este caso será descalificado. Art. 14.- Una vez terminada una actuación, la organización se encargará de colocar las pesas en el punto de salida. Art. 15.- En los concursos, los participantes deberán transportar el juego de pesas que les facilite la organización, o las que aporte el participante. En caso de rotura o falta del primero, la organización pondrá a disposición del concursante otro juego de pesas. Art. 16.- Los participantes se lavarán las manos con agua y jabón antes del comienzo de la prueba. La Federación pondrá el agua, el jabón y las toallas (no se podrán usar los propios). Sólo se podrán utilizar polvos de magnesio, pero solo los que pondrán la Federación. |